# Aka siphona
Aka siphona är en svampdjursart som först beskrevs av de Laubenfels 1949.  Aka siphona ingår i släktet Aka och familjen Phloeodictyidae.
Artens utbredningsområde är Bahamas. Inga underarter finns listade i Catalogue of Life.